# If Day

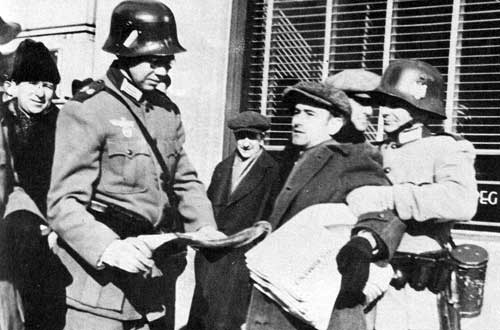
Falsos soldados nazis arrestan a un vendedor de periódicos en el If Day.

If Day ("Si un día") fue un simulacro de invasión de las fuerzas nazis a la ciudad canadiense de Winnipeg y sus alrededores, realizado el 19 de febrero de 1942, durante la Segunda Guerra Mundial. La planificación del evento fue llevada a cabo por la «Greater Winnipeg Victory Loan organization», una institución dirigida por el destacado negociante J. D. Perrin de esa misma ciudad y consistió en el mayor ejercicio militar de Winnipeg en ese aspecto.
El simulacro incluyó un tiroteo entre tropas canadienses y voluntarios que iban vestidos como soldados nazis, el encarcelamiento de políticos importantes, la imposición de las normas nazis, y un desfile. El objetivo del simulacro era la recaudación de fondos para la campaña bélica: se recogieron más de 3 millones de dólares canadienses en Winnipeg durante aquel día. Posteriormente, el acontecimiento sirvió como tema de un documental que se grabó en 2006, y además, fue incluido en la película My Winnipeg, del director canadiense Guy Maddin.

## Antecedentes
If Day, consistió en una elaborada campaña para promover la compra de bonos de guerra. Estos bonos, que eran préstamos que se le hacían al gobierno para permitirle aumentar el gasto bélico, fueron vendidos a individuos y empresas en todo Canadá. El movimiento del cual formaba parte If Day, consistió en la segunda campaña de «préstamo de Victoria» de la Segunda Guerra Mundial. La campaña comenzó el 16 de febrero de 1942, y continuó hasta el 9 de marzo. El objetivo de la recaudación de fondos de Manitoba era 45 millones de dólares (620 millones de dólares desde 2011), incluyendo 24.5 millones de dólares de Winnipeg. El «Gran Comité de Préstamo de Victoria de Winnipeg», una rama regional del Comité Nacional de Finanzas de Guerra, organizó el evento bajo la supervisión de J. D. Perrin, el presidente de la primera institución. Los organizadores pensaron que traer la guerra, (o más bien una simulación de la misma) a las casas de la gente causaría un cambio de actitud entre aquellos que no se encontraban directamente afectados por ella.